# Коуп, Джек
Роберт Нокс Джек Коуп (англ. Robert Knox Jack Cope; 3 июня 1913, Муиривер — 1 мая 1991, Стивенидж) — южноафриканский писатель, журналист и поэт британского происхождения. Известен как противник расизма и апартеида.

## Биография
Родился в южноафриканской провинции Натал в семье выходцев из Великобритании. Получил домашнее образование. Работал журналистом в The Mercury, затем южноафриканским корреспондентом в Лондоне.
Во время Второй мировой войны занимал пацифистские позиции. По этой причине покинул Великобританию в 1940. Вернувшись в ЮАС, занимался фермерством и рыболовством, стал писать художественные произведения.
В 1941—1955 работал в кейптаунской левой газете The Guardian культурным обозревателем, потом главным редактором. В 1960—1980 — редактор литературного журнала Contrast, издававшегося на английском и африкаанс. Был открытым противником режима апартеида в ЮАР.
Последнее десятилетие жизни Коуп провёл в Англии. В 1982 опубликовал в Великобритании работу о противниках апартеида — «Внутренний враг: Диссиденты-писатели на африкаанс». Скончался в возрасте 77 лет.

## Литературное творчество
Джек Коуп — автор восьми романов, более ста рассказов и трёх поэтических сборников. Первый роман Коупа — «Прекрасный дом» (The Fair House), опубликованный в 1955, рассказывает о Восстании Бамбаты, размышляет об истоках расово-политических конфликтов в Южной Африке. Этим же темам и социальным противоречиям посвящены романы The Golden Oriole (Золотая иволга), Albino (Альбинос), The Rain-Maker (Творец дождя). Коуп описывает разрушение белыми африканского уклада жизни и предвидит жёсткий отпор негров в борьбе за восстановление своей идентичности. Рассказы и новеллы Коупа A Crack in the Sky (Трещина в небе), Power (Власть), сборник Alley Cat and Other Stories (Бродячая кошка и другие истории) и многие другие — поднимают также темы отчуждения и одиночества человека.
В СССР на русском языке издавались романы Джека Коупа «Прекрасный дом» и «Золотая иволга». Был издан сборник рассказов «Прирученный бык». Переводы стихов публиковались в книге «Мы живем на одной планете», рассказы — в сборниках «Современная африканская новелла», «Высокое напряжение», в первом выпуске «Восточного альманаха», в журнале «Вокруг света».
В сборниках «Пароль: "Свобода!"» (1977) и Называй меня «миссис» (1978) публиковался рассказ Джека Коупа «Дорога на Севеструм». В нём описана тяжкая и безысходная судьба старого пастуха-негра, обличается алчность и жестокость бурского фермера и его подручных, бездушие представителей власти, предсказывается в недалёком будущем суровая месть чёрных батраков и люмпенов.
Литературное творчество Коупа рассматривается критиками как заметный фактор в борьбе против апартеида 1960—1970-х годов.

## Личная жизнь
В 1942 году Джек Коуп женился на своей двоюродной сестре художнице Лесли де Вилье. Брак продлился до 1958. Супруги имели двух сыновей и трёх внуков. Известный южноафриканский актёр Джейсон Коуп — внук Джека Коупа.
Джек Коуп поддерживал романтическую внебрачную связь с известной южноафриканской поэтессой Ингрид Йонкер. Судьба Йонкер сложилась трагически — незаконный аборт, психиатрическая клиника, разрыв с возлюбленными, включая Коупа, самоубийство.